# Porsche 754
Porsche 754 — прототип 2-дверного четырёхместного автомобиля компании Porsche, изготовленный в 1959 году.

## История
Ещё  с 1957 года появлялись различные разработки в отношении преемника Porsche 356. Так, под типовым номером 695 возникли разработки формы, маленькие модели и даже модели в пропорции 1:1. Однако было предварительно оговорено, что должно сохраниться родство формы с Porsche 356 и конструкция с двигателем заднего расположения с воздушным охлаждением.
Модели, спроектированные под руководством Эрвина Коменды, ещё очень сильно ориентировались на ранние разработки 356-й модели. Однако по этим проектам автомобиль создан не был, и работы продолжались под типовым номером 754.
Двухдверный четырёхместный кузов спроектировал Ф. А. Порше. Первая пластилиновая модель в масштабе 1:7,5 была изготовлена 9 октября 1959 года. Изменённый вариант - уже спустя шесть недель. Позднее эта версия была изготовлена из литьевой смолы и покрыта лаком. Ещё до рождества начались работы над наглядной моделью в масштабе 1:1, изготовление которой было завершено уже 28 декабря. Теперь передняя часть кузова имела почти окончательную форму Porsche 901.

## Интересные факты
- Всего в мире отреставрирована одна модель, которая находится в музее Porsche.